# یوهان رامار
یوهان رامار (انگلیسی: Johann Ramaré؛ زادهٔ ۵ ژوئن ۱۹۸۴) بازیکن فوتبال اهل فرانسه است.
از باشگاه هایی که در آن بازی کرده‌است می‌توان به باشگاه فوتبال استاد رنس، باشگاه فوتبال رن، باشگاه فوتبال استاد برستوا ۲۹، و باشگاه فوتبال سوشو اشاره کرد.